# Nicolas Vincent de Lormet
Nicolas Vincent de Lormet est un homme politique français né le 18 décembre 1799 à Bourg-en-Bresse (Ain) et mort le 19 novembre 1872 à Bourg-en-Bresse.

## Biographie
Propriétaire, il est député de l'Ain de 1852 à 1854, siégeant dans la majorité soutenant le Second Empire. Il est aussi conseiller général du canton de Ceyzériat.

## Sources
- « Nicolas Vincent de Lormet », dans Adolphe Robert et Gaston Cougny, Dictionnaire des parlementaires français, Edgar Bourloton, 1889-1891 [détail de l’édition]